# Heidi Renoth
Heidi Maria Renoth (Berchtesgaden, 28 de febrero de 1978) es una deportista alemana que compitió en snowboard, especialista en las pruebas de eslalon.
Participó en dos Juegos Olímpicos de Invierno, en los años 1998 y 2002, obteniendo una medalla de plata en Nagano 1998, en el eslalon gigante.
Ganó dos medallas en el Campeonato Mundial de Snowboard, oro en 1997 y bronce en 2003.

## Medallero internacional
| Juegos Olímpicos   | Juegos Olímpicos      | Juegos Olímpicos  | Juegos Olímpicos         |
| Año                | Lugar                 | Medalla           | Competición              |
| ------------------ | --------------------- | ----------------- | ------------------------ |
| 1998               | Nagano (Japón)        | Medalla de plata  | Eslalon gigante          |
| Campeonato Mundial |                       |                   |                          |
| Año                | Lugar                 | Medalla           | Competición              |
| 1997               | San Candido (Italia)  | Medalla de oro    | Eslalon                  |
| 2003               | Kreischberg (Austria) | Medalla de bronce | Eslalon gigante paralelo |